# 사다리

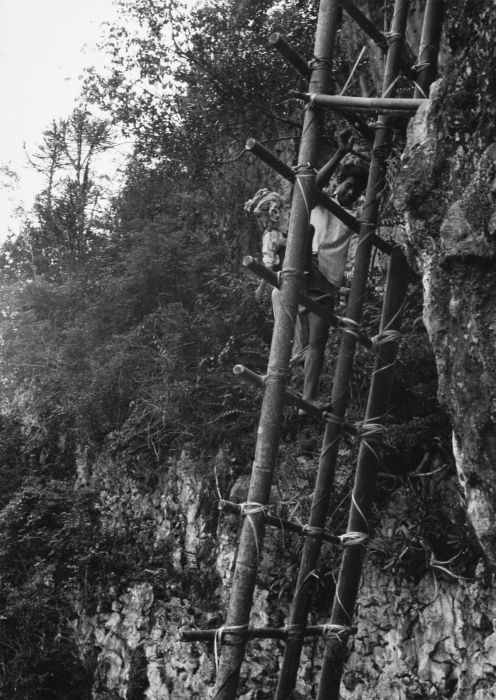

사다리는 기대거나 매달아서 높은 곳이나 낮은 곳에 오르내릴 수 있게 만든 도구다. 나무 또는 금속, 로프 등 기다란 지지대 두 개에 발판이 되는 가로대를 튼튼하게 고정시켜 만들며, '사닥다리"라고도 한다.
사다리는 오르거나 내려가는 데 사용되는 수직 또는 경사진 가로대 또는 계단의 모임이다. 두 가지 유형이 있다. 자립형이거나 벽과 같은 수직 표면에 기대어 놓을 수 있는 견고한 사다리와 상단에 매달 수 있는 로프 또는 알루미늄으로 만든 굴릴 수 있는 사다리이다. 이 견고한 사다리는 일반적으로 휴대가 가능하지만 일부 유형은 구조물, 건물 또는 장비에 영구적으로 고정된다. 일반적으로 금속, 목재 또는 유리섬유로 만들어지지만, 단단한 플라스틱으로 만들어진 것으로 알려져 있다.

## 역사적 이용
사다리는 고대의 도구이자 기술이다. 사다리는 스페인 발렌시아의 거미 동굴에 묘사된 최소 10,000년 전의 중석기 시대 암벽화에 등장한다. 이 그림은 꿀을 수확하기 위해 사다리를 타고 야생 꿀벌 둥지에 도달하는 두 사람의 모습을 묘사하고 있다. 사다리는 길고 유연한 것으로 묘사되며 아마도 일종의 풀로 만들어졌을 것으로 추정된다.

## 같이 보기
- 운제
- 계단

## 참고 자료
- 이 문서에는 다음커뮤니케이션(현 카카오)에서 GFDL 또는 CC-SA 라이선스로 배포한 글로벌 세계대백과사전의 내용을 기초로 작성된 글이 포함되어 있습니다.